# Wiegeneck
Wiegeneck är ett berg i Österrike.   Det ligger i distriktet Murau och förbundslandet Steiermark, i den centrala delen av landet, 210 km sydväst om huvudstaden Wien. Toppen på Wiegeneck är 1 967 meter över havet. Wiegeneck ligger vid sjön Rantensee.
Terrängen runt Wiegeneck är bergig åt nordväst, men åt sydost är den kuperad. Runt Wiegeneck är det ganska glesbefolkat, med 21 invånare per kvadratkilometer.. Närmaste större samhälle är Tamsweg, 15,1 km söder om Wiegeneck. 
I omgivningarna runt Wiegeneck växer i huvudsak blandskog.